# Casa Jaume Bultà
La Casa Jaume Bultà és un edifici del municipi de Granollers (Vallès Oriental) protegit com a bé cultural d'interès local.

## Descripció
És un habitatge entre mitgeres de planta baixa i pis, acabat en una balustrada de pedra. La façana és de composició simètrica llevat de la petita porta d'accés. A la planta baixa les obertures són el·líptiques amb dovelles a saltacavall i hi ha una balustrada de pedra com a ampitador de les finestres. Al primer pis, s'aprecien unes finestres geminades a cada costat i una tribuna al mig.

## Història
Està situada al carrer Ricomà, lloc on es van bastir les primeres edificacions als voltants de la muralla al segle xix. Destruïda la muralla, el creixement urbanístic coneix una gran expansió. En aquest carrer trobem representades variants arquitectòniques dels estils popularitzats en aquesta època.